# Hans Zimmer
Hans Florian Zimmer, nemški skladatelj filmske glasbe, * 12. september 1957, Frankfurt ob Majni, Nemčija.

## Zimmerjeva filmska glasba: nagrade in nominacije
| - 1989: Deževni človek - 1995: Levji kralj (zmaga) - 1997: Pastorjeva žena - 1998: Bolje ne bo nikoli - 1999: Egipčanski princ - 1999: Tanka rdeča linija - 2001: Gladiator - 2010: Sherlock Holmes - 2011: Izvor | - 1995: Levji kralj (zmaga) - 1999: Egipčanski princ - 2001: Gladiator (zmaga) - 2002: Pearl Harbor - 2003: Spirit: Divji žrebec (nominirana za najboljšo pesem) - 2004: Poslednji samuraj - 2005: Špangleščina - 2007: Da Vincijeva šifra - 2009: Frost/Nixon - 2011: Izvor |

| - 1991: Šofer gospodične Daisy - 1995: Levji kralj - 1996: Škrlatna plima (zmaga) - 2001: Gladiator - 2007: Pirati s Karibov: Mrtvečeva skrinja - 2007: Da Vincijeva šifra - 2009: Vitez teme (zmaga, nagrado razdelil z Jamesom Newtonom Howardom) - 2011: Izvor - 2011: Sherlock Holmes | - 1999: Tanka rdeča linija (zmaga) - 2001: Gladiator (zmaga) - 2002: Hannibal - 2004: Poslednji samuraj (zmaga) - 2007: Da Vincijeva šifra - 2011: Izvor |